# Křečovice
Křečovice (en allemand : Křečowitz) est une commune du district de Benešov, dans la région de Bohême-Centrale, en République tchèque. Sa population s'élevait à 807 habitants en 2020.

## Géographie
Křečovice se trouve à 17 km au sud-ouest de Benešov et à 40 km au sud de Prague.
La commune est limitée par Chotilsko, Neveklov et Stranný au nord, par Maršovice à l'est, par Vrchotovy Janovice et Prosenická Lhota au sud, et par Osečany et Radíč à l'ouest.

## Histoire
La première mention écrite du village date de 1352.

## Administration
La commune se compose de six quartiers :
- Hořetice ;
- Krchleby ;
- Křečovice u Neveklova ;
- Nahoruby ;
- Vlkonice u Neveklova ;
- Živohošť.

## Personnalité
- Josef Suk (1874-1935), compositeur et violoniste, y est né.